# Niewola babilońska

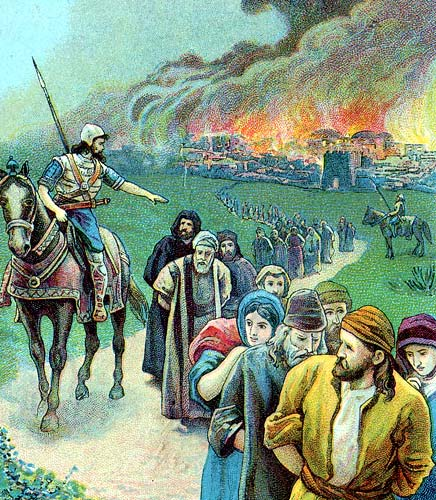
Uprowadzenie jeńców do Babilonu

Niewola babilońska (hebr. ‏גָּלוּת בָּבֶל‎) – zwyczajowe określenie wygnania Judejczyków z Judy, trwającego od 586 do 538 roku p.n.e.

## Termin
Termin „niewola” jest historycznie nieadekwatny, gdyż deportowani Żydzi nie byli traktowani jak niewolnicy, a część z nich pełniła wysokie stanowiska urzędnicze zarówno na dworze królów babilońskich, jak i perskich.

## Wydarzenia
Pierwsze wysiedlenie Żydów do Babilonu nastąpiło w 597 p.n.e., kiedy to Nabuchodonozor II wtargnął do Jerozolimy, zrabował świątynny skarbiec i wysiedlił m.in. króla Jojakina oraz proroka Ezechiela.
W lipcu 587/586 p.n.e. wojska babilońskie króla Nabuchodonozora II zdobyły Jerozolimę, tłumiąc tym samym powstanie Żydów z Judy przeciwko państwu nowobabilońskiemu. Według relacji Jeremiasza, 4600 Żydów zostało przesiedlonych do Babilonii. Taką metodę ujarzmiania buntowniczych ludów stosowali wcześniej na masową skalę władcy Asyrii, m.in. w stosunku do Aramejczyków i Izraelitów. Ostatnia deportacja, o której wspomina Księga Jeremiasza, miała miejsce w 582 p.n.e.
Niewola Żydów skończyła się w roku 539/538 p.n.e., gdy Cyrus II Wielki, król Persów, podbił Babilonię i zgodził się na powrót Żydów do Judy, która stała się autonomiczną prowincją perską – Jehud. Uwolnienie nastąpiło w wyniku tolerancyjnej polityki królów perskich. Część Żydów należących do plemion Lewiego i Beniamina powróciła do ojczyzny w 537 p.n.e.